# Blood of the Nations
Blood of the Nations  er Accepts 12. studiealbum. Albummet udkom den 20. august 2010. Det er musikgruppens første studiealbum siden Predator fra 1996 og det første album med Mark Tornillo. Det er det første album uden Udo Dirkschneider som forsanger siden Eat the Heat fra 1989. Det er desuden første gang i 26 år at guitaristen Herman Frank medvirker.

## Spor
1. "Beat the Bastards" – 5:24
2. "Teutonic Terror" – 5:13
3. "The Abyss" – 6:53
4. "Blood of the Nations" – 5:37
5. "Shades of Death" – 7:32
6. "Locked and Loaded" – 4:28
7. "Time Machine" (bonus track) – 5:25
8. "Kill the Pain" – 5:47
9. "Rollin Thunder" – 4:54
10. "Pandemic" – 5:36
11. "New World Comin" – 4:50
12. "No Shelter" – 6:04
13. "Bucket Full of Hate" – 5:12

## Musikere
- Mark Tornillo – Vokal
- Wolf Hoffmann – Guitar
- Herman Frank – Guitar
- Peter Baltes – Bas
- Stefan Schwarzmann – Trommer